# 未来コンビニ
未来コンビニ（みらいコンビニ、MIRAI CONVINIENCE STORE）は、徳島県那賀郡那賀町の木頭地区にあるコンビニエンスストア。「世界一美しい」コンビニエンスストアをめざして設計され、10以上のデザイン賞（世界三大デザイン賞であるレッド・ドット・デザイン賞など）に選ばれている。

## 概要
2020年（令和2年）4月24日にオープン。那賀町木頭地区（旧木頭村）の地方創生に取り組む、同地区出身の藤田恭嗣が設立したKITO DESIGN HOLDINGSグループが運営するコンビニで、「世界一美しいコンビニ」をコンセプトにしている。木頭地区は最寄りのスーパーマーケットまで車で一時間ほどかかるが、生鮮食料品も扱う未来コンビニの開業により約1000人いる住民の買い物難民化を防いでいる。2022年8月にはカフェテラスが新設された。
「未来コンビニ」の名前には、未来を担う子供たちへ沢山の文化や価値観に触れ刺激を受けて、その感性を養って欲しいという想いが込められている。子供が買い物しやすいよう商品棚は低く、通路は広く造られており、カフェは大人との世代間交流を促す狙いも兼ねている。
建築・インテリア・ランドスケープデザインはコクヨが担当した。店舗四方のうち出入り口を含む二方の壁は透明なガラス窓になっており、特に日没後は灯火でかなり目立つ。支柱が黄色く塗られているのは、地区の名産品である木頭ゆずをイメージしている。
2021年には世界三大デザイン賞であるレッド・ドット・デザイン賞のベスト・オブ・ザ・ベストを受賞しているほか、日本空間デザイン賞など数多くの建築の賞レースで受賞している。
2022年8月3日、株式会社メディアドゥが未来コンビニの3DモデルをNFT化し、オリジナルTシャツとセットで店頭にて100個を限定発売することを発表した。

## 受賞
- 2021年 - 日本空間デザイン賞（金賞・グランプリ）受賞。
- 2021年 - DFA Design For Asia Award（銀賞）受賞。
- 2021年 - レッド・ドット・デザイン賞（ベスト・オブ・ザ・ベスト）受賞。
- 2021年 - ICONIC AWARDS 2021（建築部門Winner）受賞。

## 交通
- JR四国徳島駅より車で約2時間
- E32 高知自動車道･南国インターチェンジから車で約2時間